# GO!GO!7188
GO!GO!7188 var ett japanskt rockband från Kagoshima som bildades 1999 och upplöstes 2012.

## Historik
Yumi Nakashima och Akiko Hamada bildade 1998 ett band och spelade enbart covers av andra bands låtar fram tills trummisen Takayuki Hosokawa anslöt till bandet 1999. De släppte under 2000-talet ett flertal album och nådde 2003 sin första topp 10-plats på Oricons albumtopplista i Japan.

## Medlemmar
- Yumi Nakashima ("Yuu") - Gitarr, sång och låtskrivare
- Akiko Noma (tidigare Akiko Hamada, "Akko") - Bas och sång
- Takayuki Hosokawa ("Turkey") - Trummor

## Diskografi

### Studioalbum
- 2000 - Dasoku Hokou
- 2001 - Gyotaku
- 2003 - Tategami
- 2004 - Ryuuzetsuran
- 2006 - Parade
- 2007 - 569
- 2009 - Antenna
- 2010 - Go!!GO!GO!Go!!

### Samlingsalbum
- 2006 - Best of GO!GO!
- 2012 - Very Best Of Go! Go!

### Övriga album
- 2002 - Tora no Ana (coveralbum)
- 2003 - Kyu Ni Ichi Jiken (livealbum)
- 2005 - Gonbuto Tour Nippon Budokan (Kanzen-ban) (livealbum)
- 2005 - Who Plays a Go-Go? -GO!GO!7188 Amateur Tribute Album- (hyllningsalbum)
- 2008 - Tora no Ana 2 (coveralbum)